# Sophie en de adem van de draak
Sophie en de adem van de draak is het elfde album in de Sophie-reeks.  Het verscheen in Robbedoes in 1974 nummer 1906 tot 1911. Dit verhaal wordt vergezeld van drie kortverhalen. De kortverhalen zijn achtereenvolgens Vakantiegangsters, Jofel Circus en Bertje en z'n voetbal allen verschenen in Robbedoes.  Het album werd door Dupuis uitgegeven in 1976 en in herdruk in 1984.

## Sophie en de adem van de draak
Een scène uit dit verhaal staat op de cover van Robbedoes nummer 1906.

### Personages
- Sophie
- Starter
- Joe
- Mitch
- Gerrit

### Verhaal
Sophie en Starter rijden met de wagen door het Safaripark van de Beekse Bergen. Vanuit de auto kan je er naar wilde dieren kijken. Zij genieten er wel van, maar anderen niet. Zakenman Gerrit is er ook met zijn vrouw Bertha. Hij geniet er duidelijk niet van omdat hij op een vergadering wil zijn. Uit frustratie toetert hij op een leeuw die provocerend op de weg gaat liggen. Een aapje gaat er echter met de claxon van de zakenman vandoor tot groot jolijt van Sophie en Starter. Het plezier wordt echter al snel bedorven door de komst van twee langharige bezoekers. Het zijn Mitch en Joe die een overval hebben gepleegd op een juwelierszaak. Ze zijn op de vlucht voor een politiewagen. Ze hoopten de politie te slim af te zijn door het Safaripark binnen te rijden, maar de twee agenten verliezen hen niet uit het oog. De boeven besluiten om gijzelaars te nemen. Ze dwingen Sophie en Starter om uit hun auto te stappen en bij hen in de wagen te komen. Op dat moment komt er een leeuw aangelopen. Mitch richt zijn pistool op de leeuw, maar een aapje maakt hem het pistool afhandig. Het aapje schiet in de lucht. Het aapje en de leeuw schrikken hier zo van dat ze de benen nemen. Starter raapt het pistool op en houdt de boeven op zijn beurt onder schot. De politieagenten zijn al snel daar om de boeven te arresteren. Plots ontstaat er chaos als er een horde leeuwen op de vlucht slaat. Als de agenten zien wat de dieren zo heeft doen schrikken, rijden ook zij weg met hun auto, zich niet meer bekommerend om de boeven en hun gijzelaars. Al snel zien Sophie en de anderen welk gevaar er dreigt. Het is een reuzegrote dinosaurus, een Tyrannosaurus Rex die dreigend op hen afkomt.
Vlug stapt het viertal in de wagen van de bandieten met Starter achter het stuur, Sophie langs hem en de boeven op de achterbank. Ze rijden in snelle vaart weg. De dino komt echter achter hen aan, maar is log en traag. Al vlug raken ze geblokkeerd door de auto van Gerrit die op de weg staat met motorpech. Als Mitch begint te foeteren op Gerrit, stap de zakenman uit zijn wagen en gaat naar de wagen van de boeven. Hij begint op zijn beurt te foeteren op Mitch, maar als die hem op de aankomende dinosaurus wijst, zingt Gerrit meteen een toontje lager. Hij schrikt zo erg dat hij niet terug naar zijn auto loopt, maar de andere kant uit zodat hij een prooi wordt voor de dinosaurus. Starter wil vermijden dat de man zal worden verslonden door dat monster en rijdt naar het beest toe hem over zijn staart rijdend. Gerrit slaagt erin om zich te verbergen in de struiken terwijl de dino nu zijn pijlen richt op de wagen van de boeven want dat tuig had hem aangevallen. Opeens is er een zonderlinge gele stralenbundel die het monster grijpt en verstrikt. Het beest wordt door een bepaalde kracht weggetrokken als ware het een prooi van een jager. Gerrit heeft dit ook zien gebeuren en denkt dat dit het werk van de directie van het park is dat eindelijk ingrijpt. Hij wil zijn beklag gaan doen, maar ook hij wordt gegrepen door de straal. Sophie en Starter willen de man gaan helpen, maar daar hebben de boeven het niet op begrepen. Joe richt zijn pistool op Starter en zegt dat ze de andere kant op moeten rijden. Starter doet het, maar Sophie bijt in de arm van Joe zodat ze het pistool kan bemachtigen en zelf de boeven onder schot kan houden. Nu wordt de auto echter door de geheimzinnige straal gevangen en meegezogen. 
De straal blijkt afkomstig te zijn uit lampen die worden gehanteerd door twee bebaarde kerels met witte pakken aan. Ze staan vlak bij een enorm ruimtetuig. De leider van deze buitenaardse wezens heeft een rosse baard. Hij beveelt zijn mannen om Gerrit en ook de wagen van hun greep te ontdoen. Gerrit stapt brommend weg omdat hij zijn vergadering weleens zou kunnen missen. De rosse man verontschuldigt zich tegenover Sophie en de anderen voor de vergissing. Hij legt hen uit dat ze bewoners van een toekomstplaneet zijn en zijn naar de aarde gekomen om zeldzame dieren te vangen en te plaatsen in een dierentuin in de verre toekomst. Met hun ruimteschip kunnen ze niet alleen in de ruimte maar ook in de tijd reizen. Terwijl de rosse man deze uitleg doet bespreken de boeven een manier om weg te komen. Ze halen stilletjes de koffer met gestolen waar uit hun auto. De rosse man ziet Sophie en de anderen als zijn voorouders en nodigt hen uit om een kijkje te komen nemen in het ruimteschip. Sophie is er meteen voor te vinden en volgt de buitenaarde wezens de trap op. Starter vertrouwt het niet helemaal en loopt ook de trap op met de bedoeling Sophie tegen te houden. Hij wordt echter door Joe gegrepen en van de trap gesleurd. Joe en Mitch lopen ook het ruimtetuig in en richten hun pistool op de rosse man. Ze dwingen hem op op te stijgen en hen naar Dorland te vliegen. De rosse man doet wat hem wordt opgedragen. Terwijl laat hij zijn gasten zien welke zeldzame dieren zij allemaal hebben gevangen tijdens hun tocht. Sophie is ervan overtuigd dat haar vader de wonderlijke techniek van het ruimteschip had willen zien. Starter die het ruimteschip heeft zien verdwijnen aan de horizon treurt. Hij vreest dat hij Sophie nooit meer terug zal zien. Niet veel later keert het ruimtetuig weer. Sophie vertelt hem dat alles goed is afgelopen. Ze hebben de boeven afgezet in Dorland maar dan wel zeven eeuwen terug, in de Middeleeuwen. Sophie en Starter nemen afscheid van de buitenaardse wezens. Joe en Mitch hebben het ondertussen aan de stok met de Middeleeuwers.

## Vakantiegangsters
Dit verhaal van 6 pagina's is verschenen in Robbedoes nummer 1834 (1973). 

### Personages
- Sophie
- Mijnheer Karapolie

### Karapolies uitvindingen
- Het ei
- hogedrukblusser

### Verhaal
Ergens op een rotsachtig kustweggetje wordt een vrachtwagen van geldtransport door een sportwagen de pas afgesneden. De koeriers maken zich niet druk. Ze zijn er gerust in dat als het om een overval gaat die bandieten toch niet doorheen het pantser van de vrachtwagen kunnen. Maar daarin vergissen de koeriers zich, want de gemaskerde mannen van de sportwagen plaatsen een wielblok en daarna explosieven onder de wagen. De gangsters stellen zich verdekt op en laten daarna de boel springen. De vrachtwagen vliegt even de lucht in en landt daarna op zijn kant. De boeven dwingen de koeriers om hen de zakken met geld te overhandigen. Als de boeven het geld hebben, gaan ze ermee aan de haal. Net op dat moment komen Sophie en haar vader voorbij rijden in het ei. Ze zetten meteen de achtervolging in op de sportwagen. De overvallers zijn goed voorzien, hebben een knalpot waarmee ze granaten kunnen afschieten. Ze pogen twee maal om het ei van de weg te schieten, maar door het luchtschild van het ei ketsen de granaten af. Dit veroorzaakt een enorme rook. Als de rook is opgetrokken, zien de boeven het ei niet meer. Ze denken dat ze het voertuig van de weg hebben geblazen, maar daarin vergissen ze zich. Het ei is inmiddels ongemerkt op het dak van de auto van de gangsters geland. Sophie heeft een idee om de boeven tot staan te brengen. Ze neemt de hogedrukblusser van haar vader, opent een deur van het ei en gaat boven het openstaande venster van de gangsterauto hangen. Ze spuit de auto vol met schuim. Hierdoor verliezen de boeven al snel de controle over de wagen. Ze geraken van de weg af en maken een flinke crash. Maar omdat het schuim zo snel opdroogt hebben de boeven een heus pantser om hen heen waardoor ze geen schrammetje oplopen. Niet veel later worden de bandieten door de politie ingerekend.

### Opmerkingen
- Het verhaal speelt zich wellicht af bij de kust van Normandië
- De hogedrukblusser werd al eerder gebruikt in Sophies avontuur met het pratende blok

## Jofel Circus
Dit verhaal van 6 pagina's is verschenen in Robbedoes nummer 1928 (1975).

### Personages
- Sophie
- Zwarte Adelaar

### Verhaal
Het circus is in de stad. Sophie gaat er 's avonds met haar vader heen. al uitkijkend naar de avond loopt ze rond bij woonwagens. Plots komt er een langharige kerel met een zwarte hoed en tas onder de arm aan haar voorbij gelopen. Ze schrikt zo erg dat ze haar evenwicht verliest. Ze ziet hoe de haastige man bij een andere kerel in een cabrio auto instapt. Als Sophie weer overeind krabbelt komt er een clown aangefietst op een eenwieler. De clown roept dat het geld van het circus is gestolen. Sophie veronderstelt dat die haastige man de dief is en is bereid om met de circusmensen achter de boeven aan te gaan. De indianen die ook hun eigen circusnummer hebben komen er al aan op hun paarden. Sophie mag met het opperhoofd Zwarte Adelaar mee op het paard zitten. De indianen noemen haar kleine zuster. Ze gaan achter de boeven aan die al snel door hebben dat ze achtervolgd worden. De dieven proberen de indianen van zich af te schudden en rijden het veld in. Sophie heeft echter de katapult van Bertje op zak. Deze had ze door Jozef laten herstellen en moet ze nog aan haar vriendje teruggeven. Ze schiet een steentje naar de boeven en raakt de kaalhoofdige chauffeur van het boevenduo. Hierdoor crashen de boeven.  De dieven hebben echter wel een geweer en schieten op de indianen. De indianen hebben enkel donderbussen met losse flodders dus veel kunnen ze daar niet tegen uitrichten. Sophie heeft echter een plan en legt dit voor aan het opperhoofd. Sophie schiet weer met haar katapult en raakt de langharige bandiet die aan het schieten is. Zwarte Adelaar werpt zijn tomahawk naar de boeven en raakt zoals gepland de benzinetank. Vervolgens is er een andere indiaan die met een brandende pijl de lekkende benzinetank raakt, waardoor de auto snel vuur vat. De boeven geven zich snel over. Sophie vergelijkt de overwinning met de Slag bij Little Bighorn. De indianen bedanken hun kleine zuster door haar als eregast uit te nodigen op de avondvoorstelling.

## Bertje en z'n voetbal
Dit verhaal van 8 pagina's is verschenen in Robbedoes nummer 1883(1974).

### Personages
- Sophie
- Bertje
- Mijnheer Grijpstuiver
- Zoef

### Verhaal
Bertje is aan het doen alsof hij een voetbalwedstrijd aan het spelen is. Hij geeft daarbij zo een harde lel tegen de bal dat deze belandt in de tuin van mijnheer Grijpgraag, die gierigste man van de stad. als hij zich dit realiseert begint hij te huilen. Sophie komt hem troosten. Samen gaan ze aanbellen bij het gierige heerschap. Hij weigert de bal terug te geven, zegt dat alles wat bij hem terechtkomt meteen zijn eigendom wordt. Teleurgesteld druipen de kinderen af. Sophie heeft echter een idee om de bal van haar vriendje terug te krijgen. Ze roepen de hulp in van Zoef, de enige auto die uit zichzelf kan rijden dankzij zijn elektronische brein.
Als mijnheer Grijpstuiver aan tafel zit, wordt hij opgeschrikt door het lawaai van een brullende motor. Hij gaat meteen naar buiten om te kijken waar dat  geluid vandaan komt. Als hij die mooie auto (Zoef natuurlijk) op zijn oprit ziet staan, denkt hij zich deze te kunnen toe-eigenen. Zoef opent zijn portier. De nieuwsgierige Grijpstuiver gaat in de auto zitten. Zoef slaat meteen zijn deur dicht en gaat aan het rijden. Grijpgraag wil remmen en een andere kant uitsturen maar dit laat Zoef niet toe. Hij rijdt met luid brullende motor verder. Als Zoef een politieman passeert, stopt hij en rijdt achteruit. Door roet uit zijn uitlaat te spuwen op de agent grijpt de diender naar zijn boekje en vraagt Grijpstuiver naar zijn papieren. Hij schrijft een proces-verbaal uit voor lawaaihinder en luchtvervuiling. Grijpstuiver wil de agent omkopen, maar daar gaat de agent niet op in. De kinderen die zich op de achterbank hebben verstopt doen er nog een schepje op door beledigingen naar het hoofd van de agent te slingeren. De agent denkt natuurlijk dat Grijpstuiver dit zegt en schrijft lustig verder "belediging van een agent". Zoef rijdt vervolgens weg, waardoor de agent ook nog vluchtmisdrijf noteert en rijden zonder paspoort. Zoef rijdt vervolgens twee vuilnisbakken om. Deze komen terecht op twee mannen, die van de maffia blijken te zijn. Zoef houdt halt langs de straatkant. De gangsters kunnen hier niet mee lachen en gaan dreigend op Grijpstuiver af. Ze pakken hem bij zijn kraag klaar om hem een pak slaag te geven. Op bevel van Sophie rijdt Zoef weer verder zodat Grijpstuiver toch aan de gangsters kan ontkomen. Zoef rijdt weer naar de villa van Grijpstuiver waar hij stopt. Sophie doet de stem van een spook na en zegt tegen Grijpstuiver dat ze de geest is die in de auto spookt. Ze maakt hem wijs dat het zijn straf is omdat hij de bal van een klein jongetje heeft afgepakt. Grijpstuiver is zo bang dat hij de voetbal van Bertje en ook al het speelgoed van andere kinderen uit de buurt die hij had ingepikt in de auto duwt. Blij rijden Sophie en Bertje naar huis. Voor hun vriendjes hebben ze immers een verrassing.          